# Burjuc
Burjuc is een Roemeense gemeente in het district Hunedoara.
Burjuc telt 916 inwoners.